# C'est quoi la vie?
C'est quoi la vie? je francouzský hraný film z roku 1999, který režíroval François Dupeyron podle vlastního scénáře. Snímek měl světovou premiéru dne 12. června 1999.

## Děj
Nicolas žije na chovné farmě se svými rodiči a prarodiči. Kvůli dluhům a nemoci šílených krav, kvůli které jde celá stádo na porážku, spáchá jeho otec sebevraždu. Prarodiče odcházejí do domova důchodců. Nicolas se pak rozhodne usadit se svou sestrou na staré opuštěné farmě v oblasti Causse, kde žije Maria a její děti, ovdovělá zpěvačka, do které se zamiluje.

## Obsazení
| Éric Caravaca          | Nicolas    |
| Jacques Dufilho        | Noël       |
| Jean-Pierre Darroussin | Marc, otec |
| Isabelle Renauld       | Maria      |
| Michelle Goddet        | Monique    |
| Claudine Mavros        | Laure      |
| Elie Tazartes          | Patty      |
| Julie-Anne Roth        | Pauline    |
| Yves Verhoeven         | Bruno      |
| Marc Adjadj            | André      |
| Loïc Pichon            | Albert     |

## Ocenění
- César: nejslibnější herec (Éric Caravac)
- Mezinárodním filmovém festivalu v San Sebastianu: Zlatá mušle za nejlepší film, Stříbrná mušle pro nejlepšího herce (Jacques Dufilho)